# Le Nid Aimé
Le Nid Aimé is het vierde muziekalbum van het Nederlandse accordeonduo Accordéon Mélancolique. Het werd uitgebracht in augustus 2006. Een centraal thema is het gedwongen opgeven van de in de natuur gelegen woonplek van de muzikanten. 

## Muziek
Met uitzondering van twee nummers, "Mi Yitneni Of" en "La Partida", werd alle muziek geschreven door bandlid Jean-Pierre Guiran. De twee andere nummers komen overeen met het thema van deze cd. In het geval van "Mi Yitneni Of" het ontbreken van een veilige woonplek voor de diaspora en "La Partida" betekent het vertrek.
"Solitude Heureuse" werd geschreven in 1978, de andere nummers tussen 2002 en 2006. De composities zijn geïnspireerd op de natuur, maar geschreven vanuit stress en onzekerheid over de woonomgeving. De muziek werd opgenomen in 2002, 2005 en 2006.

## Albumhoes
De albumhoes is een schilderij van het andere bandlid Cherie de Boer gemaakt in 2006 met gemengde aquarel- en gouachetechniek. De afbeelding stelt de voorkant van het huis van de muzikanten voor, zoals verwerkt in de titel van de cd: het beminde nest.

## Tracklist
| Nr. | Titel                | Schrijver(s)               | Duur |
| --- | -------------------- | -------------------------- | ---- |
| 1.  | Le Lac Minor         | J.P. Guiran                | 1:37 |
| 2.  | Kripi Kripi          | J.P. Guiran                | 3:55 |
| 3.  | Merel                | J.P. Guiran                | 3:11 |
| 4.  | Mon Chéri            | J.P. Guiran                | 3:10 |
| 5.  | Mi Yitneni Of        | Trad Yiddish & J.P. Guiran | 6:00 |
| 6.  | L' Esprit du Sud     | J.P. Guiran                | 4:09 |
| 7.  | Le Nid Aimé          | J.P. Guiran                | 3:23 |
| 8.  | Maria Clara          | J.P. Guiran                | 2:37 |
| 9.  | Solitude Heureuse    | J.P. Guiran                | 3:06 |
| 10. | L'Heure Bleue        | J.P. Guiran                | 4:24 |
| 11. | Te Lang Alleen       | J.P. Guiran                | 3:37 |
| 12. | Juif Errant          | J.P. Guiran                | 2:19 |
| 13. | Appelboom            | J.P. Guiran                | 2:47 |
| 14. | La Partida           | C. Bonet & J.P. Guiran     | 2:25 |
| 15. | Within Five Minutes! | J.P. Guiran                | 5:39 |

## Credits
Bezetting
- Cherie de Boer - accordeon
- Jean-Pierre Guiran - accordeon

Medewerkers
- Jean-Pierre Guiran - productie
- Guy Roelofs, Breda - geluidsmix en mastering
- Plan de Campagne, Driebergen - grafisch ontwerp
- Monique Kortbeek - fotografie
- Cherie de Boer - albumhoes
- Christine Hévin - vertaling (Frans)
- Bromiley - vertaling (Engels)